# In Tam
En aquest nom cambodjà, el cognom és In.
In Tam (khmer: អ៊ិន តាំ; Prek Kak, 22 de setembre de 1922 – Chandler, 1 d'abril de 2006) va ser un polític cambodjà. Entre el 6 de maig i el 9 de desembre de 1973 va ser primer ministre del país.

## Biografia
In Tam va néixer a Prek Kak, al districte de Stung Treng, província de Kampong Cham, a la part més oriental de Cambodja. De petit va estudiar Pali a la pagoda de Stung Treng, abans d'anar a estudiar al Liceu Sisowath. Després de servir com inspector de la milícia provincial, va arribar a ocupar el grau de General-brevet i la posició de governador de la província de Takeo.
Durant la dècada de 1960 Tam va ocupar diversos càrrecs al govern del Sangkum del príncep Norodom Sihanouk, destacant el seu pas pel ministeri de l'interior, entre 1964 i 1966.
Es va veure involucrat en l'arrest del seu propi nebot, Preap In, acusat de pertànyer una guerrilla dretana anti -Sihanouk, l'organització dels Khmer Serei; Preap In, posteriorment, seria executat. Tot i la seva llarga tradició de lleialtat a Sihanouk, In Tam va ser una de les figures claus darrere del cop d'estat que va acabar amb el seu govern. Com a president de l'Assemblea Nacional, In Tam va permetre la votació per revocar els càrrecs de Sihanouk, i posteriorment va declarar la República Khmer, l'octubre de 1970.
Després de 1970, Tam va començar a tenir problemes amb el líder del cop, Lon Nol. Aquest va decidir passar a l'acció l'octubre de 1971, retallant els poders legislatius de l'Assemblea Nacional i proclamant l'estat d'emergència, tot això en el marc de la guerra civil cambodjana; aquesta mesura va provocar la protesta de Tam i 400 monjos.
El 1972, Tam va presentar-se a les eleccions presidencials, competint contra Lon Nol i Keo An. Un informe del Consell de Seguretat dels Estats Units va descriure Tam com un dels polítics més experimentats i madurs del país asiàtic, amb una reputació merescuda d'incorruptibilitat i estil de vida modest. Finalment va quedar en segona posició, per darrere de Lon Nol, amb un 24% dels vots: era àmpliament acceptat que si les eleccions haguessin estat justes, Tam les hauria guanyat; tot i la manipulació dels vots, Tam va aconseguir guanyar a la capital, Phnom Penh. Juntament amb el Partit Republicà del príncep Sisowath Sirik Matak, el Partit Demòcrata de Tam va refusar participar en les eleccions parlamentàries d'aquell mateix any, en senyal de protesta per les lleis electorals, que consideraven afavorien al Partit Republicà Socialista de Lon Nol i el seu germà, Lon Non.
L'any següent In Tam va servir com a primer ministre del govern de Lon Nol durant set mesos, i posteriorment es va fer càrrec d'un programa dirigit a convèncer els quadres comunistes perquè desertessin i s'unissin al seu bàndol. Finalment es va retirar de la política, vivint amb la família i els seus seguidors a Battambang. Va ser succeït com a primer ministre per Long Boret.
Quan els khmers rojos van prendre el control de Cambodja, l'abril de 1975, In Tam es trobava a la seva granja de Poipet. Probablement hagués estat executat, però va fugir a Tailàndia, on va intentar organitzar una rebel·lió contra els khmers rojos a la zona fronterera. No obstant, va abandonar la idea quan les autoritats tailandeses el van deportar. Després d'un breu pas per França, el 1976 es va exiliar als Estats Units.
Després de la derrota dels khmers rojos, In Tam va donar suport a la nova organització de Norodom Sihanouk, el FUNCINPEC, en contra del govern pro-vietnamita; va ser comandant en cap de l'ala militar del FUNCINPEC, el MOULINAKA, més tard conegut com a Exèrcit Nacional Sihanokès, fins que fou substituït pel príncep Norodom Ranariddh el 1985. Va ser un dels tres ministres de defensa nacional de la Coalició Govern de la Kamputxea Democràtica. Va refundar el Partit Demòcrata, que no va aconseguir cap escó a les eleccions de 1993. El 1997 es va aliar amb el Partit Popular de Cambodja.
In Tam va morir a Chandler (Arizona).